# Nadir Rüstəmli
Nadir Rəşid oğlu Rüstəmli, noto semplicemente come Nadir Rüstəmli (Salyan, 8 luglio 1999), è un cantante azero.
Ha rappresentato l'Azerbaigian all'Eurovision Song Contest 2022 con il brano Fade to Black.

## Biografia
Nato a Salyan, sin da giovane ha dimostrato un immediato interesse per la musica, studiando pianoforte presso il liceo musicale Gulu Asgarov. Ha quindi iniziato a partecipare a vari concorsi musicali nazionali, in particolare si è classificato al secondo posto all'edizione 2019 del Youthvision International Song Contest. Nel 2021 ha conseguito un master in Business Administration presso l'Università del Turismo e Management dell'Azerbaigian.
È salito alla ribalta alla fine del 2021, quando ha preso parte alla seconda edizione del talent show azero The Voice of Azerbaijan su İTV. La sua esibizione di Writing's on the Wall di Sam Smith presentata all'audizione gli ha fruttato l'approvazione di due dei quattro giudici, ed è entrato nel team di Eldar Qasımov. Ha raggiunto la finale del programma, dove ha proposto una cover di Running Scared di Ell & Nikki, venendo proclatmato vincitore dal televoto.
Il 16 febbraio 2022 l'emittente radiotelevisiva İTV l'ha selezionato internamente come rappresentante azero all'Eurovision Song Contest 2022 a Torino. Il suo brano eurovisivo, Fade to Black, è stato presentato il mese seguente. Nel maggio successivo, dopo essersi qualificato dalla seconda semifinale, Nadir Rüstəmli si è esibito nella finale eurovisiva, dove si è piazzato al 16º posto su 25 partecipanti con 106 punti totalizzati.

## Discografia

### Singoli
- 2021 – Mashup
- 2022 – Fade to Black
- 2022 – Lenetli şeher
- 2023 – İzin qalacaq
- 2023 – Əbədi sevgi (con Sivva)